# Galleria Borghese

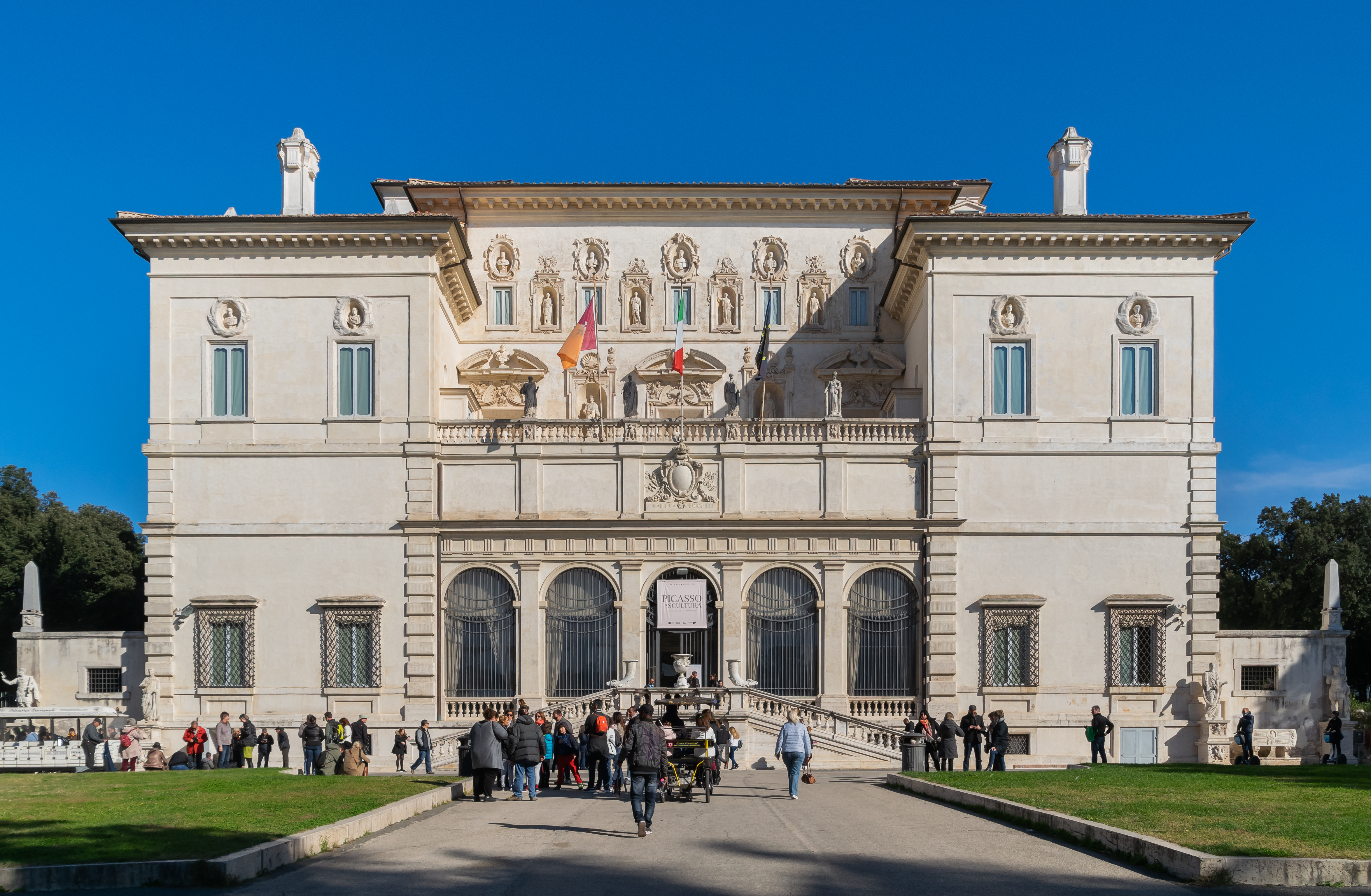
Galleria Borghese.

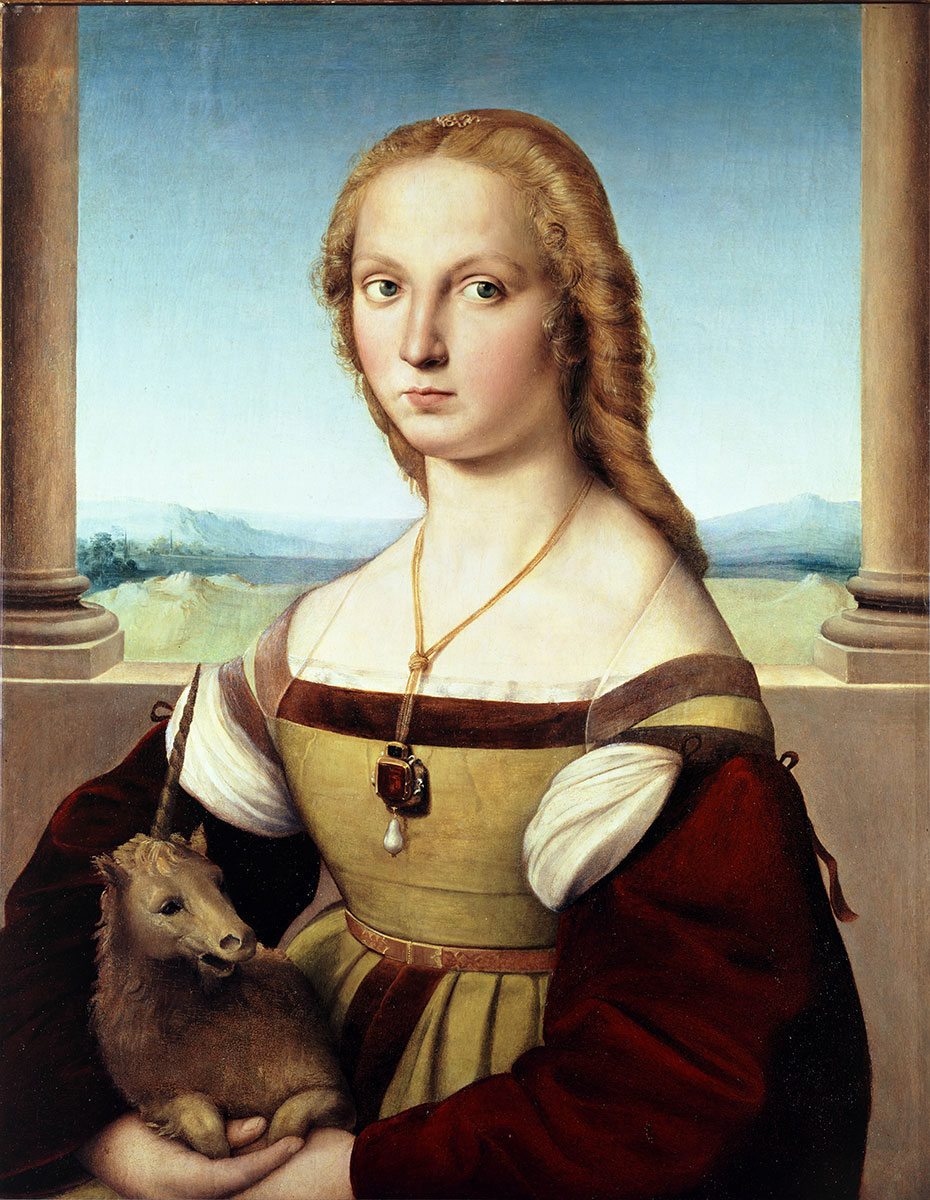
Galleria Borghese – Porträtt av dam med enhörning (1506) av Rafael.

Galleria Borghese är ett konstmuseum beläget i Villa Borghese i Rom, Italien. Det är släkten Borgheses konstsamling.
Galleria Borghese hyser en ansenlig samling med verk av bland andra Leonardo da Vinci, Rafael, Tizian, Caravaggio, Bernini och Rubens.

## De främsta verken

### Giovanni Lorenzo Bernini
- Amaltea
- Aeneas, Anchises och Ascanius
- Pluto och Proserpina
- David
- Apollo och Daphne
- Byst av Scipione Borghese
- Sanningen
- Byst av Paulus V

### Caravaggio
- Fanciullo con canestro di frutta (1593–1594)
- Bacchino malato (1593–1594)
- Narciso [1599)
- Judit och Holofernes (1599)
- Madonna dei Palafrenieri (1605–1606)
- David med Goliats huvud (1605–1606)
- Sankt Hieronymus (1605–1606)

### Leonardo da Vinci
- Leda (1515–1520)

### Rafael
- Porträtt av dam med enhörning (1506)
- Korsnedtagningen (1507)

### Peter Paul Rubens
- Korsnedtagningen (1601)
- Susanna i badet (1607)

### Tizian
- Den himmelska och den jordiska kärleken (1513)